# Skautský institut
Skautský institut je pobočný spolek zřízený spolkem Junák — český skaut. Do spolkového rejstříku byl zapsán k 1. lednu 2014. Jeho cílem je pečovat o paměť skautingu, popularizovat ji a zpřístupňovat ji k bádání. Nezůstává ale jen u minulosti, ptá se, jakou stopu nechává skauting na světě. Vytváří také prostor pro setkávání, debatu a hledání nových impulsů.

## Činnost
Historie Skautského institutu sahá do roku 1999, kdy byl z rozhodnutí Náčelnictva Junáka založen. V současné době funguje zhruba od roku 2013,[zdroj⁠?!] kdy se stal ředitelem Miloš Říha. Pod jeho vedením vznikla série Skautské století, v jejímž rámci se při rozhovorech setkávali mladí skauti se staršími členy skautské organizace a vzniklé rozmluvy byly nahrávány. Ty pak byly zveřejněny na webových stránkách institutu. Vlastním nákladem organizace také vydala publikaci z cyklu nazvaného Skautské vize, ve které se objevují rozhovory s veřejně známými osobnostmi, které byly členy skautských oddílů, například s hercem Tomášem Hanákem nebo vědkyní Helenou Illnerovou.
Institut momentálně funguje jako prostor pro sdílení myšlenek a nápadů k projektům mezi skauty a je součástí Pražského kreativního centra.

## Sídlo
Skautský institut má od roku 2015 pronajaté prostory v historickém objektu domu U Zlatého rohu  na Staroměstském náměstí. Měsíčně se zde konají desítky různých akcí a setkání. Kromě Prahy funguje pobočka Skautského institutu také v Brně, Olomouci, Plzni, Kolíně, Českých Budějovicích, Havlíčkově Brodě, Hradci Králové, Benešově a v Mostě. V Ostravě funguje pobočka pod názvem „ROV – Roverské ostravské večery“.
Brněnský Skautský institut působil v Centru Syřiště, od roku 2017 získal k užívání prostory na Moravském náměstí. V květnu téhož roku uspořádal crowdfundingovou kampaň na Hithitu, aby získal prostředky na jejich zařízení.